# 荡寇滩
《荡寇滩》（英語：The Bloody Fists）是1972年上映的一部电影，由吴思远执导兼编剧，陈星等人出演。该电影主要讲述一群人对抗日本武士的作品，该作品的武术指导是袁祥仁

## 劇情簡介
一群日本武士为了得到一样东西于是来到了中国，而后这些日本武士和保护这个东西的人因此而打了起来，通过几次战斗后，保护这个东西的人被日本武士打的落入了下风。而与此同时，一个亡命之徒得知此事后，决定帮助这些人来保护那个东西，从而不让那个东西落入日本人之手。

## 演员
- 陈观泰
- 陈星
- 汪禹
- 孙岚
- 郝履仁
- 黄元申
- 于洋
- 山怪
- 何守信

## 制作内幕
- 《The Encyclopedia of Martial Arts Movies》的作者说，该电影是吴思远的第一部执导的电影。书中还说：“虽然武打效果看起来很简单，但是却影响了很多人，并且还在之后出现了很多模仿该作的电影。”[3]贝·洛根 (Bey Logan) 在《香港动作电影》( Hong Kong Action Cinema ) 中说该作品是吴思远导演的第一部比较成功的作品。[4] 理查德·梅耶斯 (Richard Meyers) 在《狂暴电影：功夫电影书》( Films of Fury: The Kung Fu Movie Book ) 中写道，这部电影是“独立制作的里程碑”。[5]，并且这部电影最初被拒绝颁发 BBFC 证书。[6]
- 当时陈观泰是邵氏兄弟公司的演员，所以在拍摄的时候他曾多次被邵氏公司召回。

## 评价
Time Out的影评中称该作是独立制作电影的佼佼者，并且还很好的描写了日本人和中国人的一些利益冲突等东西。

## 備註
1. ↑  . hkmdb.com.   [2017-02-20]. （原始内容存档于2022-11-28）.
2. ↑  . letterboxd.com.   [2017-02-20]. （原始内容存档于2022-11-28）.
3. ↑  Palmer, Bill; Palmer, Karen; Meyers, Richard. . Rowman & Littlefield. 1995: 35. ISBN 978-0-8108-3027-1.
4. ↑  Logan, Bey. . Overlook Press. 1996: 18. ISBN 978-0-87951-663-5.
5. ↑  Meyers, Richard. . Eirini Press. 2011: 80. ISBN 978-0-9799989-4-2.
6. ↑  .   [2022-11-28]. （原始内容存档于2022-11-28）.
7. ↑  VG. . Time Out.   [February 15, 2017]. （原始内容存档于2019-02-04）.

## 相關連結
- 互联网电影数据库（IMDb）上《荡寇滩》的资料（英文）
- 豆瓣电影上《荡寇滩》的資料 （简体中文）
- 香港影庫上《荡寇滩》的資料（繁體中文）
- 爛番茄上《荡寇滩》的資料（英文）